# Helocarpon
Helocarpon är ett släkte av lavar som beskrevs av Theodor 'Thore' Magnus Fries. Helocarpon ingår i klassen Lecanoromycetes, divisionen sporsäcksvampar och riket svampar.
Släktet innehåller bara arten Helocarpon crassipes.